# Steeksnuithaai
De steeksnuithaai (Scoliodon laticaudus) is een vis uit de familie van roofhaaien (Carcharhinidae), orde grondhaaien (Carcharhiniformes), die voorkomt in het westen van de Indische Oceaan, het oosten van de Indische Oceaan en het noordwesten en de Grote Oceaan.

## Anatomie
De steeksnuithaai kan een lengte bereiken van 100 centimeter en kan maximaal 6 jaar oud worden. Het lichaam van de vis heeft een langgerekte vorm. De vis heeft twee rugvinnen en één aarsvin.

## Leefwijze
De steeksnuithaai is een zout- en brakwatervis die voorkomt in een tropisch klimaat. De soort is voornamelijk te vinden in getijdestromen, zeeën, zachtstromend water, wateren met een zachte ondergrond, rotsachtige wateren, wateren op een harde ondergrond en wateren waarvan de bodem bedekt is met zeegras. De diepte waarop de soort voorkomt is 10 tot 13 meter onder het wateroppervlak.
Het dieet van de vis bestaat hoofdzakelijk uit dierlijk voedsel, waarmee het zich voedt door te jagen op macrofauna en vis.

## Relatie tot de mens
De steeksnuithaai is voor de visserij van aanzienlijk commercieel belang. De soort heeft op de Rode Lijst van de IUCN de status "Near Threatened" (Gevoelig).